# Astragalus angustissimus
Astragalus angustissimus är en ärtväxtart som beskrevs av Aleksandr Andrejevitj Bunge. Astragalus angustissimus ingår i släktet vedlar, och familjen ärtväxter. Inga underarter finns listade i Catalogue of Life.